# ویکتور سیموئز
ویکتور سیموئز (به پرتغالی: Victor Simões de Oliveira) مهاجم اهل برزیل است که در شهر ریودو ژانیرو و در تاریخ ۲۳ مارس ۱۹۸۱ به دنیا آمده‌است.
وی سابقه حضور در تیم های فلامینگو ،  کلوپ‌بروژ ، فلومیننزه ، سانتوس و الاهلی عربستان را دارد.
افتخارات
کلوپ بروژ
- لیگ ژوپیلر بلژیک(۱): ۲۰۰۴-۰۵
- سوپر جام بلژیک(۱): ۲۰۰۵

فلومیننزه
- نایب قهرمانی جام حذفی برزیل: ۲۰۰۷

بوتافوگو
- جام گوانابارا برزیل(۱): ۲۰۰۹

الاهلی
- جام پادشاهی عربستان(۲): ۲۰۱۱ ، ۲۰۱۲
- نایب قهرمانی لیگ حرفه ای عربستان: ۲۰۱۱-۱۲
- نایب قهرمانی جام ولیعهد عربستان: ۲۰۱۰
- نایب قهرمانی لیگ قهرمانان آسیا: ۲۰۱۲

فردی
- بازیکن فصل الاهلی: ۲۰۱۰-۱۱
- آقای گل لیگ حرفه ای عربستان: ۲۰۱۱-۲۱
- آقای گل جام ولیعهد عربستان: ۲۰۱۰
- آقای گل جام حذفی برزیل: ۲۰۰۷